# ホライズンワークス
株式会社ホライズンワークス（Horizon Works Co.,Ltd.）は、シニア層向け低価格の美容室の展開や、ホームページ、システム制作を行う東京都の企業。
設立当初は荒川区に本社を置いていたが、現在は足立区に転居している。

## 沿革
- 2005年12月 - 有限会社才人起業を設立。
- 2007年11月 - 有限会社ホライズンワークスへ社名変更。
- 2009年8月 - 株式会社へ組織変更。
- 2009年9月25日 - グリーンシート銘柄指定。
- 2010年10月1日 - グリーンシート銘柄の指定取消し。